# 동양서림
동양서림은 대한민국 서울특별시 종로구에 있는 역사적인 서점이다. 1953년에 설립되어 서울에서 가장 오래된 서점 중 하나이다. 서울미래유산으로 지정되어 있다.
이 서점은 원래 혜화동에 위치했지만, 1954년에 현재 위치로 이전했다. 창립자는 화가 장욱진의 아내이자 이병도의 딸인 이순경이다. 그녀는 이 사업을 통해 남편과의 생활에서 가장을 담당했다고 전해진다. 1987년에 그녀는 오랫동안 함께 일했던 직원 최주보에게 사업을 물려주었다. 2004년에는 최주보가 자신의 딸인 최소영에게 사업을 물려주었다. 2019년까지도 젊은 최씨가 대표이사였다. 2010년대에 이 서점이 서울미래유산으로 지정된 후, 서울특별시청은 리모델링 비용을 지원했다. 이 서점은 이전에는 책장으로 가득 찬 비좁은 1층 사업장이었다고 한다. 리모델링 후, 독자들을 위한 공간을 만들기 위해 책장을 제거하고 고객을 위한 카페 공간을 조성하는 작업을 시작했다. 2층이 추가되었고, 그곳에는 시집이 가득 채워졌다. 역사적이고 오래된 장소임을 보여주기 위해 원래 식당의 바랜 외관을 그대로 유지했다.
이 서점은 한강 (작가)과 구병모와 같은 작가 행사를 주최했다.

## 같이 보기
- 통문관 – 대한민국에서 가장 오래된 서점
- 이태원북스 – 서울에서 가장 오래된 영어 서점 중 하나